# Ёкояма, Тиса
Тиса Ёкояма (яп. 横山智佐 Ёкояма Тиса, 20 декабря, 1969, префектура Токио) — японская сэйю. Владеет собственной звукозаписывающей компанией Banbina.

## Биография
В средней школе Ёкояма увидела аниме «Замок Калиостро», и это вдохновило ее на карьеру сэйю. После этого она не могла думать ни о какой другой работе. Помимо карьеры сэйю, старым фанатам она известна как школьница-ассистент Тисатаро, внесшая значительный вклад в колонку читателей журнала Weekly Shonen Jump. Как сэйю актриса дебютировала в аниме Black Magic M-66. После этого она отметилась своими работами в Magical Girl Pretty Sammy и Galaxy Fräulein Yuna и стала одной из тех, кто породил третий бум сэйю. Ныне Ёкояма наиболее известна по роли Сакуры Сингудзи из Sakura Wars. В 2009 году вышла за басиста группы Tripolysm, в 2014 году сообщила о своей первой беременности.

## Позиции в Гран-при журнала Animage
- 1991 год — 18-е место в Гран-при журнала Animage, в номинации на лучшую женскую роль[3];
- 1996 год — 15-е место в Гран-при журнала Animage, в списке лучших сэйю[4];
- 1997 год — 11-е место в Гран-при журнала Animage, в списке лучших сэйю[5];
- 1998 год — 19-е место в Гран-при журнала Animage, в списке лучших сэйю[6];
- 1999 год — 20-е место в Гран-при журнала Animage, в списке лучших сэйю[7]

## Роли в аниме
- 1987 год — Черная магия М-66 (Феррис);
- 1987 год — Карнавал роботов (Яёи (A Tale of Two Robots));
- 1989 год — Клеопатра Ди-Си (Сара (эп. 3));
- 1989 год — Wrestler Gundan Seisenshi Robin Jr. (Гурин);
- 1990 год — Храбрый Экскайзер (Котоми);
- 1990 год — Idol Tenshi Youkoso Yoko (Харука);
- 1991 год — Jungle Wars (Мио);
- 1991 год — Принцесса-волшебница Минки Момо (ТВ-2) (Рупипи);
- 1991 год — Девичья Сила OVA-5 (Крис);
- 1991 год — Jankenman (Уруру);
- 1992 год — Фея цветов Мэри Белл (ТВ) (Роз в детстве);
- 1992 год — Космический рыцарь Теккамен Блейд (ТВ) (Милли);
- 1992 год — Дух Чудес OVA-1 (Робин);
- 1992 год — Princess Army (Нонока Айда);
- 1992 год — Тэнти - лишний! Рё-о-ки (Сасами / Цунами);
- 1992 год — Ленточка Химэ (Эми Хасэкура / Юмэко Нонохара);
- 1992 год — Yuu Yuu Hakusho TV (Хинагэси / Муругу);
- 1992 год — Микан - оранжевый кот (Сидзуё Окуда);
- 1992 год — Wolf Guy (Тигр 4);
- 1993 год — Kouryuu Densetsu Villgust (Рюкия);
- 1993 год — Unkai no Meikyuu Zeguy (Мики);
- 1993 год — Мобильный воин ГАНДАМ Виктория (Ненека Нибро);
- 1993 год — Тэнти - лишний! Ночь перед Карнавалом (Сасами);
- 1994 год — Haou Taikei Ryuu Knight (Красный Воин);
- 1994 год — Yuu Yuu Hakusho: Meikai Shitou Hen - Honoo no Kizuna (Хинагэси);
- 1994 год — Тэнти - лишний! Рё-о-ки 2 (Сасами);
- 1994 год — Mahoujin Guru Guru TV (Фрилл);
- 1995 год — Kishin Doji Zenki (Тиаки Энно);
- 1995 год — Тэнти - лишний! (ТВ-1) (Сасами);
- 1995 год — Ai Tenshi Densetsu Wedding Peach (Блиц);
- 1995 год — Мобильный ГАНДАМ Дубль-вэ (ТВ) (Лукреция Нойн);
- 1995 год — Уличный боец II (ТВ) (Чунь Ли);
- 1995 год — Ginga Ojou-sama Densetsu Yuna: Kanashimi no Siren (Юна Кагурадзака);
- 1996 год — Бродяга Кэнсин (ТВ) (Мисанаги / Мая Госатэй);
- 1996 год — Power Dolls (Нами Такасу (эп. 2));
- 1996 год — Люпен III: Живым или мёртвым (фильм шестой) (Эмера);
- 1996 год — Тэнти - лишний! (фильм первый) (Сасами);
- 1996 год — Гамельнский скрипач - Фильм (Флейта);
- 1996 год — Крейсер Надэсико (ТВ) (Рёко Субару / Принцесса);
- 1996 год — Девичья Сила OVA-6 (Рами);
- 1996 год — Ginga Ojou-sama Densetsu Yuna: Shinen no Fairy (Юна Кагурадзака);
- 1997 год — Мобильный ГАНДАМ Дубль-вэ: Бесконечный Вальс OVA (Лукреция Нойн);
- 1997 год — Тэнти - лишний! (ТВ-2) (Сасами);
- 1997 год — Тэнти - лишний! (фильм второй) (Сасами);
- 1997 год — Sakura Taisen OVA (Сакура Сингудзи);
- 1998 год — Гекигангер-3 (Дзюмпэй);
- 1998 год — Мобильный ГАНДАМ Дубль-вэ: Бесконечный Вальс - Фильм (Лукреция Нойн);
- 1998 год — Крейсер Надэсико - Фильм (Рёко Субару);
- 1999 год — Тэнти - лишний! (фильм третий) (Сасами);
- 1999 год — Sakura Taisen 2 (Сакура Сингудзи);
- 2000 год — Monster Farm: Legend e no Michi (Гэнки);
- 2000 год — Sakura Taisen TV (Сакура Сингудзи);
- 2000 год — Югио! (ТВ-2) (Ноа Кайба);
- 2001 год — Dr. Rin ni Kiitemite! (Эмика Кандзаки);
- 2001 год — Бродяга Кэнсин OVA-2 (Мисанаги);
- 2001 год — Сакура: Война миров - Фильм (Сакура Сингудзи);
- 2002 год — Ган Фронтир (Сидзуку);
- 2002 год — Тэнти - лишний! (ТВ-3) (Сасами Масаки Дзюрай);
- 2002 год — Sakura Taisen Sumire Kanzaki Intai Kinen: Su Mi Re (Сакура Сингудзи);
- 2003 год — Школа убийц (ТВ-1) (Франка (эп. 6, 12));
- 2003 год — Kidou Shinsengumi Moeyo Ken OVA (Рюносукэ Сакамото);
- 2005 год — Kidou Shinsengumi Moeyo Ken TV (Рюносукэ Сакамото);
- 2005 год — Sugar Sugar Rune (Бланка);
- 2009 год — Cookin' Idol Ai! Mai! Main! (Юрия).